# Cryptocarya constricta
Cryptocarya constricta är en lagerväxtart som beskrevs av C. K. Allen. Cryptocarya constricta ingår i släktet Cryptocarya och familjen lagerväxter. Inga underarter finns listade i Catalogue of Life.